# Вісник Львівського університету. Серія фізична
«Вісник Львівського університету. Серія фізична» — журнал, який випускається Львівським національним університетом імені Івана Франка з 1962 року. Публікуються статті з актуальних проблем теоретичної фізики, матеріалознавства, фізики металів, напівпровідників та діелектриків, фізики конденсованих систем, нанофізики, фізики пучків заряджених частинок, астрономії та астрофізики.
Свідоцтво про державну реєстрацію: КВ № 14611-3582 Р від 28.10.2008 р.
Мова видання: українська, англійська

## Редколегія
Головний редактор — доктор фізико-математичних наук, професор Якібчук П. М.
Заступники головного редактора:
- за напрямком «Теоретична фізика та астрофізика» — доктор фізико-математичних наук, професор Ваврух М. В.
- за напрямком «Експериментальна фізика» — доктор фізико-математичних наук, професор Волошиновський А. С.

Відповідальний секретар — доктор фізико-математичних наук, професор Мудрий С. І.

## Адреса редакції
Львівський національний університет імені Івана Франка, фізичний факультет, вулиця Кирила і Мефодія, 8, Львів, 79005